# Фабіо Кудічіні
Фабіо Кудічіні (італ. Fabio Cudicini, 20 жовтня 1935, Трієст — 8 січня 2025) — італійський футболіст, який грав на позиції воротаря з 1955 по 1972 рік. Один з найвищих гравців свого часу. Незважаючи на те, що Фабіо жодного разу не одягав футболку національної збірної Італії, він вважаться одним з найкращих воротарів свого покоління та італійських футболістів загалом. Кудічіні в основному запам'ятався своїм дуже успішним і впевненим стилем гри в «Мілаі», одним з найвідоміших воротарів в історії клубу, допоміг їм виграти Фінал Кубка європейських чемпіонів 1969 року, зокрема, серед інших національних, європейських та міжнародних трофеїв

## Кубна кар'єра
Народився 20 жовтня 1935 року в місті Трієст. Вихованець юнацьких команд футбольних клубів «Понциана» та «Удінезе».
У дорослому футболі дебютував 1955 року за команду клубу «Удінезе», в складі якої за підсумками сезону 1955/56 років допоміг завоювати путівку до Серії A. Дебютував у вищому дивізіоні італійського чемпіонату 2 грудня 1956 року в переможному (2:0) домашньому поєдинку проти «Палермо», Фабіо вийшов у стартовому складі та відстояв ворота свого клубу «сухими». Загалом же в дебютному для себе сезоні в Серії A провів 13 поєдинків. За 3 сезони, проведені в «Удінезе», зіграв у 30 матчах чемпіонату Італії.
Своєю грою за цю команду привернув увагу представників тренерського штабу клубу «Рома», до складу якого приєднався 1958 року. Відіграв за «вовків» наступні вісім сезонів своєї ігрової кар'єри. Протягом перших двох сезонів після свого переходу був дублером іншого воротаря, Луциано Панетті. З 1960 року й протягом шести наступних сезонів був основним воротарем. Загалом же у складі римлян зіграв у 166 матчах чемпіонату, а також виборов Кубок ярмарків 1960/61 та Кубок Італії 1964 років.
Протягом 1966—1967 років захищав кольори команди клубу «Брешія», допоміг команді уникнути вильоту з Серії A.
1967 року, 32-річний воротар перейшов до клубу «Мілан», за який виступав до завершення футбольної кар'єри в 1972 році. Граючи у складі «Мілана» також здебільшого виходив на поле в основному складі команди. Під керівництвом Нерео Рокко у червоно-чорній футболці в італійському чемпіонаті відіграв 127 матчів (загалом же провів 183 матчі). За цей час додав до переліку своїх трофеїв титул чемпіона Італії 1967/68, знову ставав володарем Кубка Італії, володарем Кубка Кубків УЄФА 1967/68, володарем Кубка чемпіонів УЄФА 1968/69, володарем Міжконтинентального кубка 1969 року, а в 1972 році став переможцем кубку Італії.

## Кар'єра в збірній
Незважаючи на репутацію та досягнення клубу, Кудічіні ніколи не грав за головну італійську збірну, головним чином через присутність в той період інших відомих гравців на позиції воротаря протягом кар'єри Фабіо, зокрема Лоренцо Буффон, Джорджо Гецці, Діно Дзофф та Енріко Альбертозі. Проте він представляв Італію на молодіжному рівні, і під час виступу в складі римлян він був запрошений до команди Італії B 8 травня 1963 року; хоча він ніколи не грав за головну збірну Італії, його неодноразово викликали до її складу, зокрема, як резервіста Дзоффа під час кваліфікації Італії до Чемпіонаті світу з футболу 1970 року.

## Стиль гри

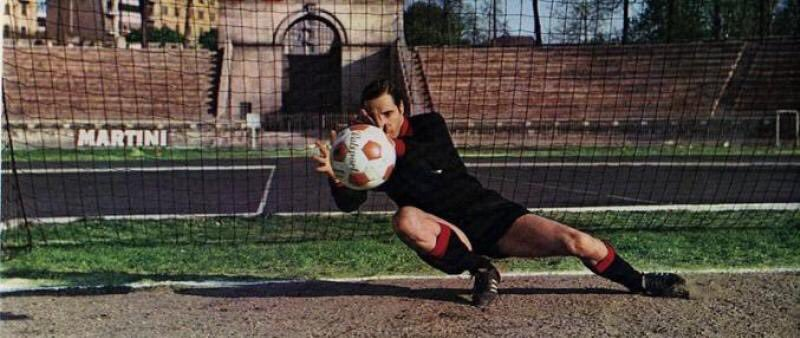
Фабіо Кудічіні під час тренування на «Арена Сівіса» в 1970 році

Вражаючий голкіпер, який вважається одним з найкращих воротарів свого покоління, і як один з найвидатніших воротарів Італії та «Мілана», Кудічіні був відомий своєю спритність, реакцією та парируванням ударів як воротар, а також його великий талант та зріст, стрункий корпус і довгі руки, які допомагали йому вдали діяти за медами лінії воріт, проте через це отримував травми, а також час від часу обмежували його швидкість та рухливість. Хоча протягом кар'єри він часто виділявся виходами за межі штрафного майданчика, через що «привозив» голи у ворота своєї команди, проте в той же час володів здатністю виробляти акробатичні піруети та відважними сейвами, також був відомий як надзвичайно ефективний, але не ефектний воротар, прекрасно обирав позицію. У молодості рано розкрив талант, Кудічіні також виділявся стабільністю та тривалою кар'єрою гравця, вже будучи віковим футболістом успішно виступав у «Мілані»; однак, незважаючи на його талант, Фабіо боровся з травмами протягом всієї кар'єри. Кудічіні часто носив чорний воротарський одяг, який разом з довгими кінцівками та воротарськими здібностями отримав псевдонім італ. Il Ragno Nero («Чорний павук»), прізвисько, яке також належало легендарному радянському воротарю Леву Яшину, який також був відомий носінням чорного воротарського одягу.

## Особисте життя
Фабіо Кудічіні — батько колишнього воротаря «Челсі», «Тоттенгема» та «Лос-Анджелес Гелаксі» Карло Кудічіні. Фабіо — син колишнього захисника «Понциани» (Трієст), вже покійного Гільєльмо Кудічіні.

## Титули й досягнення

### Клубні
«Рома»
- Кубок Італії
  -  Володар (1): 1963/64

- Кубка ярмарків
  -  Володар (1): 1960/61

«Мілан»
- Чемпіон Італії
  -  Чемпіон (1): 1967/68

- Кубок Італії
  -  Володар (1): 1971/72

- Кубок володарів Кубків УЄФА
  -  Володар (1): 1967/68

- Кубок чемпіонів УЄФА
  -  Володар (1): 1968/69

- Міжконтинентальний кубок
  -  Володар (1): 1969

### Індивідуальні
- Зала футбольної слави «Мілану»[5]